# Max Samper
Max Samper (Ganties, 29 giugno 1938) è un allenatore di calcio ed ex calciatore francese, di ruolo centrocampista.

## Carriera

### Calciatore

#### Club
Samper inizia la carriera al RC France nel 1957, società con cui rimarrà sino al 1960. Con i Pingouins  ottiene due terzi posto nelle stagioni 1958-1959 e 1959-1960. Dopo una stagione con i cadetti del Lilla, torna al RC France con cui ottiene il secondo posto nella Division 1 1961-1962, perdendo il titolo contro lo Stade Reims solo per una media goal inferiore.
Nel 1962 Samper viene ingaggiato dai cadetti del CA Paris, con cui retrocede in terza serie al termine della 1962-1963.
Dal 1964 al 1968 gioca per quattro stagioni con l'Angoulême, di cui tre in cadetteria.

#### Nazionale
Venne convocato nella Nazionale olimpica di calcio della Francia, per disputare le XVII Olimpiadi. Con i blues ottenne il secondo posto del girone D della fase a gruppi, venendo eliminato dalla competizione.

## Statistiche

### Cronologia presenze e reti nella Nazionale Olimpica
| Cronologia completa delle presenze e delle reti in nazionale ― Francia Olimpica | Cronologia completa delle presenze e delle reti in nazionale ― Francia Olimpica | Cronologia completa delle presenze e delle reti in nazionale ― Francia Olimpica | Cronologia completa delle presenze e delle reti in nazionale ― Francia Olimpica | Cronologia completa delle presenze e delle reti in nazionale ― Francia Olimpica | Cronologia completa delle presenze e delle reti in nazionale ― Francia Olimpica | Cronologia completa delle presenze e delle reti in nazionale ― Francia Olimpica | Cronologia completa delle presenze e delle reti in nazionale ― Francia Olimpica |
| Data                                                                            | Città                                                                           | In casa                                                                         | Risultato                                                                       | Ospiti                                                                          | Competizione                                                                    | Reti                                                                            | Note                                                                            |
| ------------------------------------------------------------------------------- | ------------------------------------------------------------------------------- | ------------------------------------------------------------------------------- | ------------------------------------------------------------------------------- | ------------------------------------------------------------------------------- | ------------------------------------------------------------------------------- | ------------------------------------------------------------------------------- | ------------------------------------------------------------------------------- |
| 29-8-1960                                                                       | Grosseto                                                                        | Francia olimpica                                                                | 1 – 1                                                                           | India olimpica                                                                  | Olimpiadi 1960                                                                  | -                                                                               |                                                                                 |
| Totale                                                                          |                                                                                 | Presenze                                                                        | 1                                                                               |                                                                                 | Reti                                                                            | 0                                                                               |                                                                                 |

## Allenatore
Lasciato il calcio giocato, dal 1969 al 1973 fu alla guida del VS Chartres, succedendo a Raymond Cicci.